# Michael Romeo
Michael James Romeo (ur. 6 marca 1968 w Nowym Jorku) – amerykański gitarzysta, kompozytor i instrumentalista, założyciel progresywno-metalowego zespołu Symphony X.
W 2004 został sklasyfikowany na 91. miejscu listy 100 najlepszych gitarzystów heavymetalowych wszech czasów według magazynu Guitar World.

## Życiorys
Michael Romeo we wczesnym wieku uczył się grać na pianinie. Grał również na klarnecie. W późniejszym wieku zainspirowany muzyką zespołu KISS rozpoczął naukę gry na gitarze. Jego pierwszą była gitara akustyczna kupiona na garażowej wyprzedaży.
Jego muzycznymi inspiracjami były takie zespoły jak Led Zeppelin, Rush, AC/DC, Black Sabbath, Iron Maiden i Emerson, Lake and Palmer. Jego poglądy na temat grania na gitarze zmieniły się pod wpływem albumów Ozzy’ego Osbourne’a Blizzard of Ozz i Diary of a Madman. Jego autorytetem w dziedzinie gitary był Randy Rhoads, który łączył heavy metal z muzyką poważną, co w późniejszym czasie będzie można usłyszeć na albumach Symphony X. Wtedy zaczął pobierać lekcje gry na gitarze.

## Styl
Romeo słuchał bardzo różnorodnej muzyki, m.in.: Shawn Lane, Yngwie Malmsteen, Randy Rhoads, John Petrucci, Al Di Meola, Uli Jon Roth, Jan Sebastian Bach, Mozart, John Williams i Frank Zappa.
Dzięki takiej mieszance stylów muzycznych i technice gry, Romeo często pojawia się na okładkach magazynów muzycznych znany głównie z progresywno-metalowego zespołu Symphony X, który założył w 1994, tuż po nagraniu solowego albumu The Dark Chapter.

## Życie osobiste
Mieszka w New Jersey z żoną Christina Romeo i dziećmi.

## Poboczne projekty
Michael Romeo zagrał solówkę w utworze Dawn of a Million Souls z albumu Ayreon - Universal Migrator Part 2: Flight of the Migrator, gdzie głównym wokalistą był Russell Allen. Kolejną gitarową solówkę na płycie Ayreon można usłyszeć w utworze E=MC2 z płyty 01011001. Michael zagrał również w utworze „Piano Overture” z płyty Forward and Beyond Vitalija Kuprija. Wziął on również udział w nagraniu albumów Wating for the Dawn i Coldness projektu Kotipelto.
W 2018 Michael Romeo wydał koncepcyjny album "War of the Worlds, Pt. 1".

## Dyskografia
Albumy solowe
- The Dark Chapter (1994)
- War of the Worlds, Pt. 1 (2018)
- War of the Worlds, Pt. 2 (2022)

Symphony X
- Symphony X (1994)
- The Damnation Game (1995)
- The Divine Wings of Tragedy (1997)
- Twilight in Olympus (1998)
- V: The New Mythology Suite (2000)
- The Odyssey (2002)
- Paradise Lost (2007)